# Мозамбикский реал
Мозамбикский реал (порт. Real) — денежная единица португальского владения Мозамбик в 1878—1914 годах.

## История
С начала XVII века в Мозамбике в обращении использовались преимущественно иностранные монеты. В 1725 году начата чеканка монет для Мозамбика. На монетах первых выпусков дата чеканки не указывалась, чеканились медные монеты в 10, 15 и 30 реалов.
С 1735 года на монетах указывается дата чеканки, с этого года начата чеканка серебряных монет в 100, 200, 400 и 800 реалов. В 1755 году выпущены золотые монеты в 1000, 2000 и 4000 реалов, затем чеканка была приостановлена.
В соответствии с декретом от 28 мая 1767 года на испано-американские серебряные песо наносилась надчеканка «MR».
В 1820—1853 годах периодически чеканились медные монеты в 1, 2, 20, 40 и 80 реалов.
Монеты для Мозамбика чеканились нерегулярно, их тиражи были незначительны и не играли заметной роли в денежном обращении.
В 1854 году администрацией колонии выпущены первые бумажные деньги Мозамбика номиналом в 1000 и 2500 реалов, обращавшиеся только в административном центре колонии — Лоренсу-Маркеше.
2 апреля 1877 года в Мозамбике открыто отделение Национального заморского банка. 29 января 1878 года начат выпуск банкнот. Для первого выпуска использовались банкноты отделения банка в Луанде, на которые наносилась надпечатка «Pagável em Moçambique».
Декретами от 5 и 19 января 1889 года разрешалось использование в обращении иностранных монет с надчеканкой «PM» (Provincia de Moçambique). Надчеканка наносилась на индийские, испано-американские, австрийские монеты, монеты Португальской Индии и Германской Восточной Африки. Португальские монеты, поступавшие в казначейство колонии, изымались из обращения.
Декретом правительства Португалии от 18 сентября 1913 года № 141 с 1 января 1914 года на португальские колонии (Кабо-Верде, Португальская Гвинея, Сан-Томе и Принсипи, Ангола и Мозамбик) было распространено действие декрета от 22 мая 1911 года о введении вместо реала новой денежной единицы — эскудо (1000 реалов = 1 эскудо).
Выпуск новых банкнот начат в 1914 году, монет — в 1935 году. Банкноты в реалах продолжали использоваться в обращении и постепенно заменялись денежными знаками в эскудо и сентаво.

## Банкноты
Выпускались банкноты:
- с датой «2 апреля 1877» и надпечаткой «Pagável em Moçambique» — 5000, 10 000, 20 000 реалов,
- с датой «20 марта 1877» — 1000, 2500 реалов,
- с датой «29 января 1878» — 1000, 2000, 2500, 5000, 10 000, 20 000 реалов,
- с датой «28 января 1884» — 1000 реалов,
- с датой «2 января 1897» — 1000, 2000, 2500, 5000, 10 000, 20 000, 50 000 реалов,
- с датой «20 февраля 1906» — 1000, 2000, 2500, 5000, 10 000, 20 000, 50 000 реалов,
- с датой «2 января 1908» — 2000, 5000, 50 000 реалов,
- с датой «1 марта 1909» — 1000, 2500, 5000, 10 000, 20 000, 50 000 реалов[4].